# ザック・ウッドリー
ザック・ウッドリー（Zach Woodlee, 1977年4月27日 - ）は、アメリカ人振付師で、ダンサーである。最近の彼はTVシリーズ『glee/グリー』で振り付けと共同プロデューサーをしている。

## バイオグラフィー

### 前期と教育
ザッカリー・ヴィンソン・ウッドリーは1977年4月27日にテキサス州メスキートで生まれた。彼はメスキートにあるポティート高校を卒業し、北テキサス大学に通った。

### キャリア
彼はマドンナの2004年The Re-Invention Tourのバック・ダンサーを務めた。

## 映画/ドラマ
振付師として:
- ヘアスプレー Hairspray (2007年)
- 幸せになるための27のドレス 27 Dresses (2008年)
- ベッドタイム・ストーリー Bedtime Stories (2008年)
- 弁護士イーライのふしぎな日常 Eli Stone (2008年)
- 俺たちチアリーダー! Fired Up! (2009年)
- glee/グリー Glee (2009年)
- ママと恋に落ちるまで How I Met Your Mother (2010年)
- スターにアイ・ラブ・ユー Starstruck (2010年)

本人役:
- アイム・ゴーイング・トゥ・テル・ユー・ア・シークレット I'm Going To Tell You A Secret (2005年)
- Glee プロジェクト 〜主役は君だ! The Glee Project (2011年)